# Rhythm Inside
Rhythm Inside ist ein Lied des belgischen Sängers Loïc Nottet. Es repräsentierte damit Belgien beim Eurovision Song Contest 2015 und belegte dort den vierten Rang.

## Entstehung und Veröffentlichung
Geschrieben wurde das Lied vom Interpreten selbst, zusammen mit der Koautorin Beverly Jo Scott. Für die Produktion zeichnete Luuk Cox verantwortlich.
Rhythm Inside wurde am 10. März 2015 auf der Videoplattform YouTube zum ersten Mal der Öffentlichkeit präsentiert. Die Erstveröffentlichung erfolgte einen Tag später als Single bei Sony Music Entertainment. Diese erschien als digitaler Einzeltrack zum Download und Streaming. Am 17. April 2015 erschien das Lied bei Polystar als Teil des Samplers Eurovision Song Contest – Vienna 2015 (Katalognummer: 472 224 3). Auf einem Album von Nottet erschien das Lied nie.

## Eurovision Song Contest
Am 3. November 2014 wurde bekanntgegeben, dass Loïc Nottet Belgien beim Eurovision Song Contest vertreten werde. Dieser trat mit Rhythm Inside für Belgien beim Eurovision Song Contest 2015 an. Er startete im ersten Halbfinale des Wettbewerbs mit der Startnummer 3 und platzierte sich mit 149 Punkten auf dem zweiten Rang. Somit konnte Belgien sich für das große Finale qualifizieren, das vier Tage später am 23. Mai 2015 stattfand. Das Land ergatterte insgesamt 217 Punkte, davon jeweils die Höchstpunktzahl aus Frankreich, den Niederlanden und Ungarn, und landete auf dem vierten Platz hinter Italien. Loïc Nottet war damit der beste belgische Künstler seit Urban Trad 2003.

## Chartplatzierungen
| ChartsChartplatzierungen     | Höchstplatzierung | Wochen |
| ---------------------------- | ----------------- | ------ |
| Deutschland (GfK)            | 21 (2 Wo.)        | 2      |
| Flandern (Ultratop)          | 1 (13 Wo.)        | 13     |
| Österreich (Ö3)              | 2 (8 Wo.)         | 8      |
| Schweiz (IFPI)               | 34 (1 Wo.)        | 1      |
| Vereinigtes Königreich (OCC) | 69 (1 Wo.)        | 1      |
| Wallonie (Ultratop)          | 1 (19 Wo.)        | 19     |

| ChartsJahrescharts (2015) | Platzierung |
| ------------------------- | ----------- |
| Flandern (Ultratop)       | 14          |
| Wallonie (Ultratop)       | 17          |